# Syndrome de l'oreille rouge
 Mise en garde médicale
Le syndrome de l'oreille rouge est une maladie rare, d'étiologie inconnue, qui fut décrite pour la première fois en 1994. Le symptôme-clé de ce syndrome est l'érythème de l'une ou des deux oreilles externes, accompagné d'une sensation de brûlure. Divers traitements ont été proposés avec une efficacité limitée.
L'érythème des oreilles est également un symptôme classique de la polychondrite atrophiante (PCA), une maladie auto-immune rare qui touche différentes zones de cartilage (et parfois d'autres zones de tissus conjonctifs) du corps ; on estime que la PCA touche 3 à 5 personnes par million d'habitants. L'érythème des oreilles dans la PCA est un signe d'inflammation du cartilage (et parfois de la peau de l'oreille externe en plus du cartilage) et cause souvent des douleurs modérées à importantes lors des “poussées” de la maladie, qui peut être aiguë et/ou chronique. L'érythème des oreilles dans la PCA peut être unilatéral ou bilatéral. Une inflammation prolongée peut entraîner une détérioration du cartilage de l'oreille (souvent décrite comme “oreille en chou-fleur”), voire une perte partielle ou totale de l'audition.

## Caractéristiques
L'apparition d'un érythème et d'une sensation douloureuse ou de brûlure d'une ou des deux oreilles externes est le seul symptôme fréquent. La douleur est souvent plus importante au niveau du lobe de l'oreille, et parfois irradie dans la mandibule et aux joues. La douleur est généralement modérée, mais peut parfois être importante. Les crises durent généralement entre 30 minutes à une heure bien que des périodes allant de quelques secondes à quelques heures ont été décrites. La plupart des patients ont des crises quotidiennes, même si cela varie de quelques épisodes par an à presque un par heure.

## Étiologies
Il semblerait que ce syndrome puisse être une céphalée auriculo-autonome ou fasse partie du groupe des céphalées trigémino-autonomiques, qui comprend également l'algie vasculaire de la face,. Il est le plus souvent associé à la migraine chez les sujets jeunes, tandis que l'apparition tardive d'un syndrome de l'oreille rouge peut résulter d'une pathologie de la partie supérieure du rachis cervical ou d'une céphalée trigémino-autonomique.

## Prise en charge
Le syndrome de l'oreille rouge s'avère être difficile à traiter. Le traitement le plus souvent utilisé est la gabapentine, une série de cas ayant montré une amélioration sur la fréquence des crises et l'érythème chez sept patients sur huit. De plus petites études ont rapporté une efficacité plus modérée de l'amitriptyline, la flunarizine, l'imipramine, le vérapamil et le propranolol chez certains patients. Le traitement peut varier en fonction de l'étiologie sous-jacente des symptômes de l'individu. L'application d'un sac de glace lors d'une crise pour refroidir l'oreille peut soulager les douleurs.

## Épidémiologie
Le syndrome de l'oreille rouge est considéré comme rare, bien que sa prévalence exacte soit inconnue. Seul une centaine de cas ont été décrits dans la littérature médicale, avec un sex-ratio hommes/femmes de 1 pour 1,25. Il a été rapporté chez des patients âgés de 4 à 92 ans, avec une moyenne d'apparition à l'âge de 42 ans.